# Toxorhina meridionalis
Toxorhina meridionalis är en tvåvingeart som först beskrevs av Alexander 1913.  Toxorhina meridionalis ingår i släktet Toxorhina och familjen småharkrankar. Inga underarter finns listade i Catalogue of Life.